# 안홍민
안홍민(1971년 9월 6일 ~ )은 대한민국의 전직 축구 선수이자 현 축구 지도자로 현역 시절 울산 HD, 전북 현대 모터스, 강릉시민축구단에서 미드필더로 활약했다.

## 클럽 경력
강릉중앙고등학교, 가톨릭관동대학교 축구부를 거쳐 상무 축구단에서 2년간 병역 의무를 수행한 뒤 1996 시즌을 앞두고 열린 K리그 드래프트에서 울산 현대의 2차 지명을 받으며 입단한 이후 4년간 울산의 주축 미드필더로 통산 119경기 18골·14어시스트를 기록하면서 1996 시즌 우승, 1998년 K리그 준우승, 1998년 FA컵 준우승, 1998년 리그컵 우승 등에 기여했다.
이후 2001 시즌을 앞두고 전북 현대 모터스로 이적했으나 18경기 1골을 기록하는데 그쳤고 이듬해인 2002 시즌을 앞두고 내셔널리그 강릉시민축구단(당시 강릉시청)으로 이적한 뒤 2008 시즌까지 활약하며 2004 시즌 후기리그 우승, 2007 시즌 전기리그 준우승 등에 공헌한 뒤 현역 은퇴를 선언했다.

## 지도자 경력

### 강릉시민축구단
현역 은퇴 후 강릉시민축구단의 코치로 활동하며 2009년 내셔널리그에서 팀의 창단 첫 우승을 이끌며 지도자상을 수상했고 이후 자신의 모교인 강릉중앙고등학교의 감독을 맡아 2012년 춘계 고교축구연맹전 우승을 만들어내며 이 대회 최우수지도상 감독 부문에 이름을 올렸다.

### 평창 FC
2015년 K3리그 소속팀인 평창 FC의 감독을 맡아 2019 시즌까지 팀을 이끌었지만 평창은 2020 시즌 K3리그와 K4리그가 새로이 출범했을 단계에서 참가 조건을 충족치 못하면서 K4리그 2021 시즌 참가를 목표로 일시적 해체를 선언했다. 

### 평창 유나이티드
2020년 11월 28일 참가 조건을 충족시킨 후 선수 모집을 시작함과 동시에 새로 재창단한 평창 유나이티드의 감독으로 선임되어 2024 시즌 도중 사퇴할 때까지 팀을 이끌며 2022년 K4리그 승격 플레이오프 진출의 성과를 남겼다.